# (7061) Pieri
(7061) Pieri (1991 PE1) – planetoida z pasa głównego asteroid okrążająca Słońce w ciągu 5,52 lat w średniej odległości 3,12 j.a. Odkryta 15 sierpnia 1991 r.